# 给力星期天
《给力星期天》（英語：Gelivable Sunday）是由中国大陆湖南卫视和天娱传媒合作推出的一个真人秀和脱口秀节目。2011年4月10日第一季完结。

## 简介与起源
湖南出版投资控股集团于2010年末举办了湖南卫视“给力2011”跨年演唱会，根据“给力2011”的主题于2011年1月9日推出一档偶像艺能榜样互动真实秀《给力星期天》，即将与《快乐大本营》、《天天向上》三足鼎立，打造又一王牌节目。湖南出版投资控股集团王牌节目《给力星期天》、《快乐大本营》、《天天向上》、《我们约会吧》，全新栏目《非常靠谱》、《喜剧之王》联袂打造的娱乐故事时段，人气栏目《百科全说》，八大栏目，看点多多，倾情演绎，给力上演。
《给力星期天》是湖南卫视和天娱传媒联合重磅推送的全新偶像艺能榜样互动真实秀节目，是湖南出版投资控股集团2011年投掷的娱乐节目的重磅炸弹。该节目是湖南卫视2010年已经停播的节目《一呼百应》的升级版以及继任者，由《一呼百应》班底转战新领域打造的，由《流星雨》的原班人马张翰、朱梓骁、魏晨主持的，这些偶像逐渐集演员和主持人于一手，化身为给力小子。从第一期节目开始，由庾澄庆客串节目，偶尔李湘也会代庾澄庆的班客串。2月13日由何炅客串节目。
《给力星期天》缘自我们所说的一句好听的话“加油星期天”，给力是中国东北的土话（给力：给予力量、给劲、带劲），时下“给力”已成为网络流星雨。该词选自日本搞笑漫画日和第1部《西游记：旅程的终点》的中文配音版的一句经典台词：“这就是天竺吗，不给力啊老湿。”

## 游戏规则
节目分为“给力问答军”、“给力实验室”、“给力大作战”、“音乐最给力”四大板块。

## 每集内容
本章节提供由2011年1月9日起的节目内容。以下内容仅供参考。
- 2011年1月9日（第一期） 主题：张翰郑爽台前尽显暧昧 主持：张翰、朱梓骁、魏晨、庾澄庆 嘉宾：蒋梦婕、郑爽、江铠同
- 2011年1月16日（第二期） 停播
- 2011年1月23日（第三期） 主题：羽泉主持人现场合作《nobody》 主持：张翰、朱梓骁、魏晨 嘉宾：瞿颖、羽泉组合
- 2011年1月30日（第四期） 主题：柳岩爆炸发型出镜 与张翰激情热舞 主持：张翰、朱梓骁、魏晨、李湘 嘉宾：温岚、柳岩、潘辰
- 2011年2月6日（第五期） 主题：天娱群星拜年贺岁各显奇招 主持：张翰、朱梓骁、魏晨、蘇醒 嘉宾：曾轶可、李炜、王栎鑫、江映蓉、黄英
- 2011年2月13日（第六期） 主题：明星版《我们约会吧》 主持：张翰、朱梓骁、魏晨、蘇醒 嘉宾：杨幂、李菲儿、吴昕、何炅
- 2011年2月20日（第七期） 主题：校草 潮人电力十足给力PK 主持：张翰、朱梓骁、魏晨 嘉宾：李易峰、陈翔、李晨
- 2011年2月27日（第八期） 主题：瑜伽天后惊艳全场 主持：张翰、朱梓骁、魏晨 嘉宾：母其弥雅、黄龄
- 2011年3月6日（第九期） 主题：李彩桦秋瓷炫拒谈凌潇肃 主持：张翰、朱梓骁、魏晨 嘉宾：谭维维、李彩桦、秋瓷炫、谢楠
- 2011年3月13日（第10期） 主题：美模来袭 主持：张翰、朱梓骁、魏晨 嘉宾：迟帅、古晟、Linda、王希维
- 2011年3月20日（第11期） 主题：LIVE天后黄小琥华丽登场 主持：张翰、朱梓骁、魏晨 嘉宾：黄小琥
- 2011年3月27日（第12期） 主题：唯美阿兰 美爆现场 主持：张翰、朱梓骁、魏晨 嘉宾：阿兰、张杰
- 2011年4月3日（第13期） 主题：至上励合 给力小子玩转星期天 主持：张翰、朱梓骁、魏晨 嘉宾：至上励合组合、朱明瑛、阿兰
- 2011年4月10日（第14期，第一季最后一期） 主题：谢娜大跳皮影舞 范玮琪甜蜜献唱 主持：张翰、朱梓骁、魏晨 嘉宾：庾澄庆、范玮琪、谢娜

## 播出信息
湖南卫视每周日晚19:30---22:00首播 凌晨00:50---03:20重播 周二凌晨04:00---06:30重播（重上周日）

## 第一季最后一期
给力星期天2011年4月10日播出第一季最后一期。